# Regionalna nogometna liga Zagreb – IV skupina Kutina – Sisak 1986./87.
Regionalna nogometna liga Zagreb – IV skupina Kutina – Sisak, također i kao RNL Zagreb - IV. skupina - I podgrupa Kutina-Sisak; IV. Regionalna liga Kutina-Sisak je bila jedna od dvije skupine Regionalne nogometne lige Zagreb – IV skupina u sezoni 1986./87. te je predstavljala ligu četvrtog stupnja nogometnog prvenstva Jugoslavije. 
 Sudjelovalo je 12 klubova, a prvak je bio "Gavrilović" iz Petrinje. 

## Ljestvica
| mj. | klub                      | ut. | pob. | ner. | por. | gol+ | gol- | bod |
| --- | ------------------------- | --- | ---- | ---- | ---- | ---- | ---- | --- |
| 1.  | Gavrilović Petrinja       | 22  | 15   | 5    | 2    | 72   | 14   | 35  |
| 2.  | Jedinstvo Dvor na Uni     | 22  | 13   | 3    | 6    | 53   | 25   | 29  |
| 3.  | BSK Budaševo              | 22  | 12   | 4    | 6    | 37   | 30   | 28  |
| 4.  | Mladost Bobovac           | 22  | 9    | 8    | 5    | 34   | 23   | 26  |
| 5.  | Pounje Kozibrod           | 22  | 9    | 6    | 7    | 24   | 29   | 24  |
| 6.  | Moslavina Kutina          | 22  | 10   | 3    | 9    | 39   | 44   | 23  |
| 7.  | INA (Sisak – Novo Pračno) | 22  | 8    | 5    | 9    | 37   | 33   | 21  |
| 8.  | Jedinstvo Novska          | 22  | 7    | 4    | 11   | 34   | 41   | 18  |
| 9.  | Sloga Križ                | 22  | 6    | 6    | 10   | 27   | 44   | 18  |
| 10. | Ivanić (Ivanić-Grad)      | 22  | 5    | 7    | 10   | 26   | 49   | 17  |
| 11. | Galdovo Sisak             | 22  | 4    | 9    | 9    | 18   | 41   | 17  |
| 12. | Banija Glina              | 22  | 1    | 6    | 15   | 14   | 52   | 8   |

## Rezultatska križaljka
| kratica | klub                      | BAN | BSK | GAL | GAV | INA | IVA | JEDD | JEDN | MLA | MOS | POU | SLAOK |
| --- | ------------------------- | --- | --- | --- | --- | --- | --- | ---- | ---- | --- | --- | --- | ----- |
| BAN | Banija Glina              |     |     |     |     |     |     |      |      |     |     |     |       |
| BSK | BSK Budaševo              |     |     |     |     |     |     |      |      |     |     |     |       |
| GAL | Galdovo Sisak             |     |     |     |     |     |     |      |      |     |     |     |       |
| GAV | Gavrilović Petrinja       |     |     |     |     |     |     |      |      |     |     |     |       |
| INA | INA (Sisak – Novo Pračno) |     |     |     |     |     |     |      |      |     |     |     |       |
| IVA | Ivanić (Ivanić-Grad)      |     |     |     |     |     |     |      |      |     |     |     |       |
| JEDD | Jedinstvo Dvor na Uni     |     |     |     |     |     |     |      |      |     |     |     |       |
| JEDN | Jedinstvo Novska          |     |     |     |     |     |     |      |      |     |     |     |       |
| MLA | Mladost Bobovac           |     |     |     |     |     |     |      |      |     |     |     |       |
| MOS | Moslavina Kutina          |     |     |     |     |     |     |      |      |     |     |     |       |
| POU | Pounje Kozibrod           |     |     |     |     |     |     |      |      |     |     |     |       |
| SLOK | Sloga Križ                |     |     |     |     |     |     |      |      |     |     |     |       |
| |                           |     |     |     |     |     |     |      |      |     |     |     |       |
| podebljan rezultat - utakmice od 1. do 11. kola (1. utakmica između klubova) rezultat normalne debljine - utakmice od 12. do 22. kola (2. utakmica između klubova) rezultat nakošen - nije vidljiv redoslijed odigravanja međusobnih utakmica iz dostupnih izvora rezultat smanjen * - iz dostupnih izvora nije uočljiv domaćin susreta prekrižen rezultat - poništena ili brisana utakmica p - utakmica prekinuta 3:0 p.f. / 0:3 p.f. - rezultat 3:0 bez borbe |                           |     |     |     |     |     |     |      |      |     |     |     |       |

 Izvori: